# Thomas Littledale
Thomas Littledale (Liverpool, 2 de abril de 1850 — Saint-Jean-de-Luz, 4 de dezembro de 1938) foi um velejador britânico, medalhista olímpico. Ele competiu nos Jogos Olímpicos de Verão de 1908 na classe 12 Metre e conquistou a medalha de prata na disputa a bordo do Mouchette com Charles MacIver, J. Graham Kenion, James Baxter, John Adam, William Davidson, John Jellico, Charles R. MacIver, Charles Macleod-Robertson e John Spence.